# Anafilaktični šok
Anafilaktični šok je življenjsko ogrožajoča alergijska reakcija, ki jo povzroči stik organizma z alergenom (pik žuželke, zaužita hrana, zdravila ...). Pojavi se odpoved funkcije obtočil ter se pogosto konča s smrtjo.
Zaradi sprostitve gladkega mišičja v stenah žil nastopi močan padec krvnega tlaka, krvna plazma izstopi iz žilja v okolna tkiva. Zaradi znižanja tlaka organi niso več zadostno prekrvljeni.

## Vzroki
Najpogosteje se anafilaktični šok pojavi med intravensko aplikacijo določenega zdravila ali tik po njej. Tudi druge parenteralne aplikacije zdravil (intramuskularna, subkutana ...) lahko izzovejo anafilaktični šok. Pogosto je vzrok tudi pik žuželke (osa, čebele ...) ali po zaužitju določene hrane (sezam, lešniki in drugi oreški ...). Običajno bolnik zaradi preteklih dogodkov pozna alergene, ki pri njem lahko potencialno povzročijo anafilaktični šok.
Šele po razvoju prvih penicilinskih antibiotikov, ki so jih dajali intravensko, je anafilaksa postala resen problem pri dajanju zdravil. 
Posebej veliko tveganje predstavlja tudi injiciranje kontrastnih sredstev za rentgenski pregled.

## Simptomi
Čim prej se po stiku z alergenom pojavijo simptomi, tem nevarnejši je alergijski odziv. V najhujših primerih se prvi simptomi pojavijo že po 10 sekundah po začetku dajanja intravenske injekcije. Ti simptomi so zelo nespecifični: slabost, težave z obtočili, navzeja in bruhanje, suha usta, pekoč jezik, motnje vida, oteženo dihanje, motnje koncentracije ...
Možen je tudi pojav kožnih izpuščajev, srbenja in drugih kožnih sprememb, vendar se zaradi hitrega poteka reakcije ne izrazijo.
Nadalje se pojavijo simptomi, značilni za šok, na primer srčni utrip postane hiter in neizrazit, nastopi lahko nezavest. 

## Terapija
Brez zdravniške pomoči obstaja velika nevarnost smrti. Opazovanje v bolnišnici je nujno, saj lahko simptomi znova nastopijo, ko učinki zdravil izzvenijo.
Pri prvih znakih anafilaktičnega šoka (znojenje, slabost, modrikavost ...), če je le možno, prekinemo stik bolnika z virom alergena (nehamo dajati zdravilo ...). Bolnika namestimo v ustrezen položaj (bolnik leži navznak z dvignjenimi nogami). Če imamo možnost, nadenemo bolniku kisikovo masko. Če je bolnik nezavesten, ga položimo na bok in če ne občutimo utripa, začnemo z oživljanjem.
Kadar nastopi anafilaktičen šok brez zdravnikove prisotnosti (pri piku žuželke, zaužitju sestavine hrane ...), lahko bolnik prejme injekcijo z adrenalinom, ki blaži akutne simptome.
Medikamentozno zdravljenje poleg adrenalina zajema še glukokortikoide in antihistaminike.